# 五味岡たまき
五味岡 たまき（ごみおか たまき、1970年〈昭和45年〉1月19日 - ）は、日本の元アイドル。
広島県福山市生まれで中学まで過ごし神奈川県厚木市へ転居。身長157cm。体重47kg。神奈川県立厚木北高等学校卒業。

## 経歴
- 1985年7月26日に『夕やけニャンニャン』のオーディションに120点を獲得して会員番号22番の白石麻子と共に合格し、おニャン子クラブの会員番号21番となった。しかし、おニャン子クラブの初の単行本『ぜ～んぶおニャン子』の発売日であり、ファーストアルバム『KICK OFF』の発売前日にあたる9月20日で脱退[2]。理由は「おニャン子としての活動がつまらない」というものだった[3]。それ以降も番組のレギュラーであったとんねるずが何度か名前を出すことがあった。
- 1987年10月、雑誌『週刊プレイボーイ』のグラビアページに登場。同時期に始まったバラエティ番組『パオパオチャンネル』のレギュラーとなり、ウッチャンナンチャンらと共演。12月にはテレビドラマ『3年B組金八先生スペシャルPART6』に出演する。1988年には「チープにならないで」（キングレコード→BMGビクター）という楽曲でソロデビューする予定が雑誌等で告知されていたが、未発売に終わる[4]。
- 1990年にそれまで数度グラビアに登場していた雑誌『大海賊』が廃刊となり、以降は表立った活動状況が伝わらない状態となるが、2000年代に入り、その頃に結婚、出産をしているとネット上で伝えられるようになる。

## 出演

### バラエティ
- 夕やけニャンニャン（1985年7月 - 9月、フジテレビ）
- パオパオチャンネル（1987年10月 - 1988年10月、テレビ朝日）

### テレビドラマ
- 3年B組金八先生スペシャルPART6「新・十五歳の母」（1987年12月、TBS）